# Hurtigruten

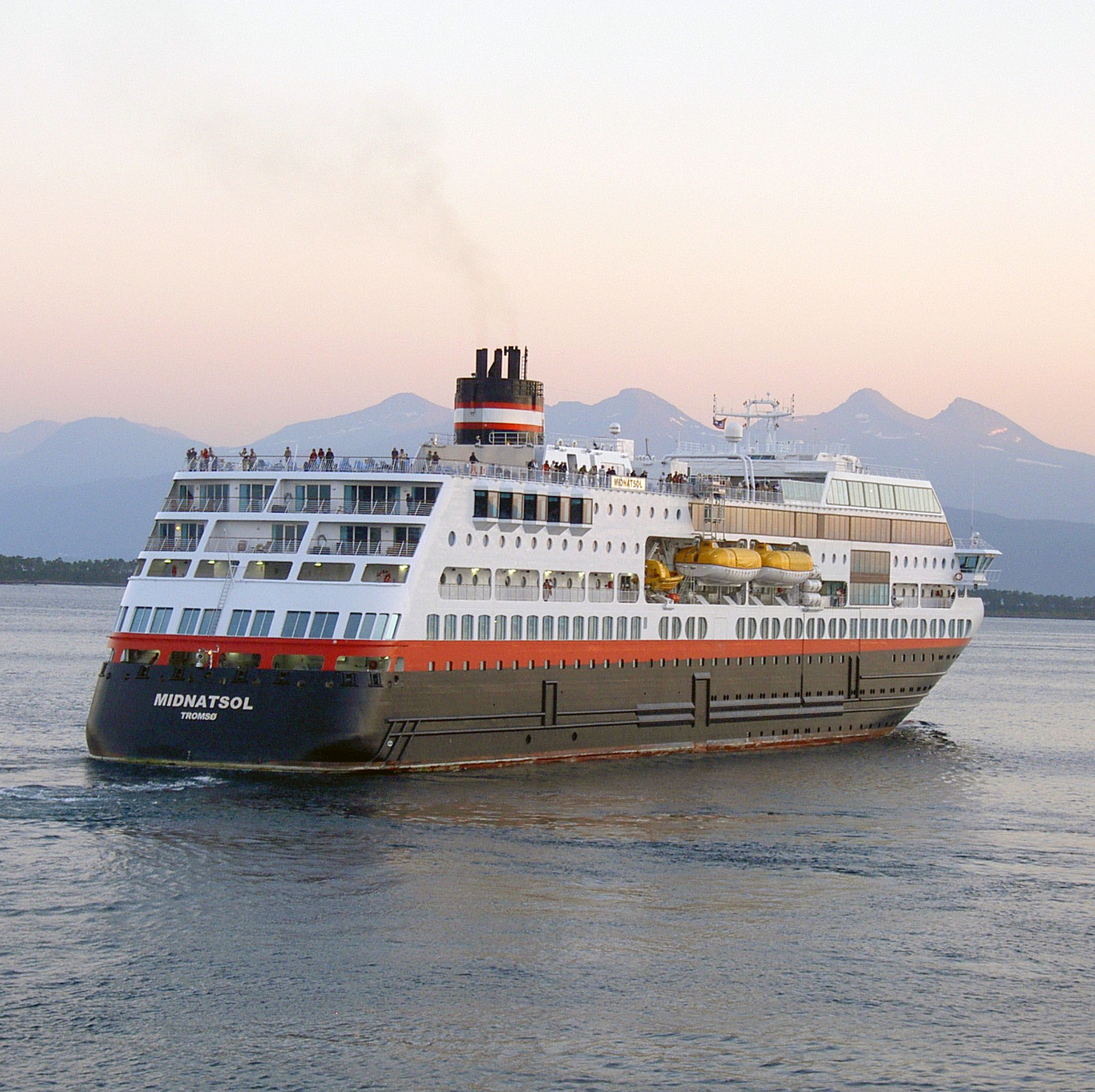
MS Midnatsol

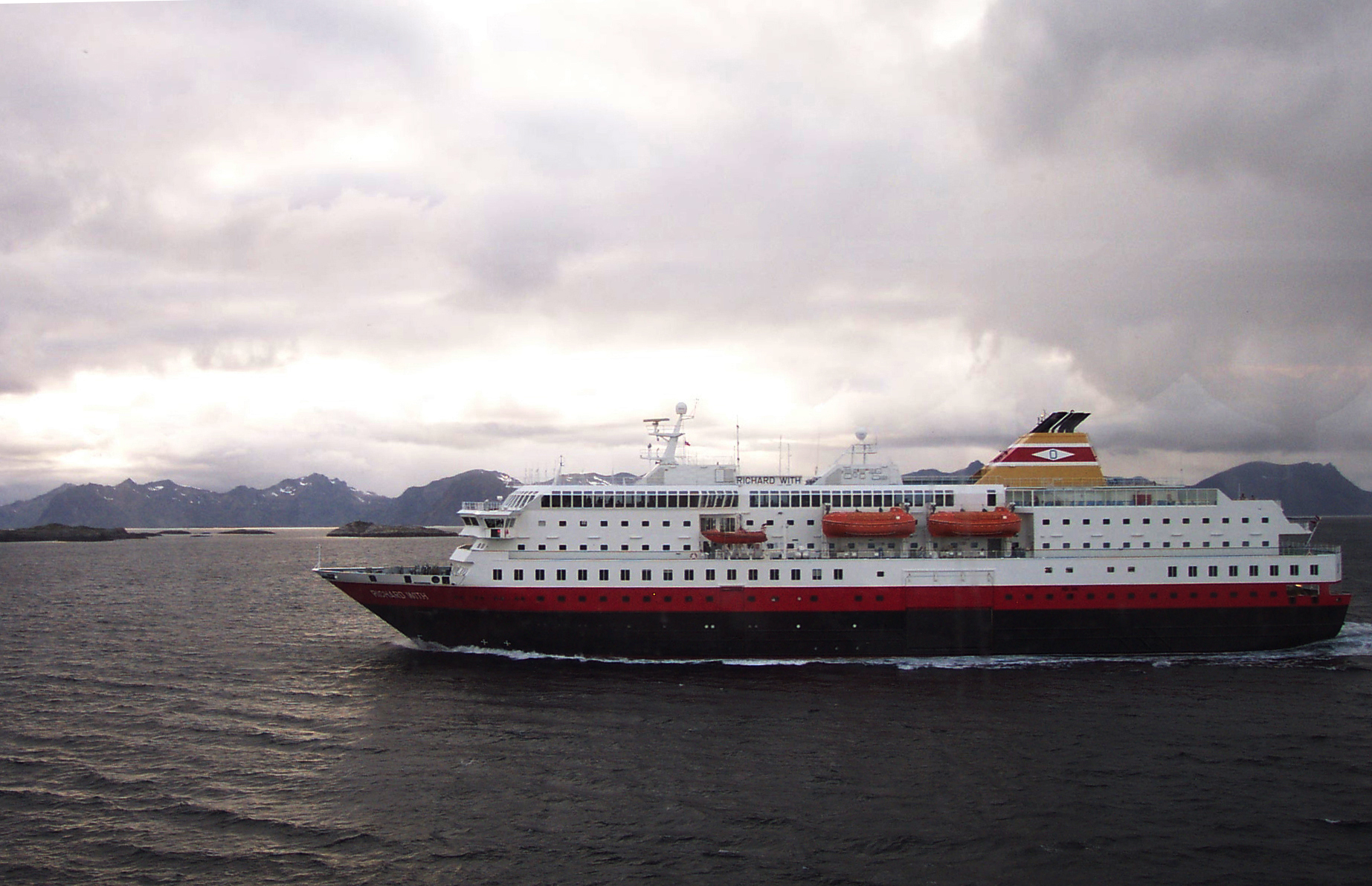
MS Richard With

Hurtigruten és el nom d'un servei regular de vaixells que asseguren les comunicacions entre 34 ports marítims de la costa de Noruega des de la dècada de 1890.
La Hurtigruten, 'ruta ràpida' en noruec, va ser inaugurada el 1893 per Richard With que partí de Trondheim en direcció a Hammerfest a bord del vaixell de vapor Vesteraalen. La companyia Vesteraalens Dampskibsselskap es va inaugurar al mateix temps.
Amb grans subvencions del govern de Noruega, la línia ha estat sempre un lligam vital per les nombroses poblacions per on es deté, ha estat de gran importància per a un país on les comunicacions terrestres són difícils. Actualment la ruta l'explota un únic armador, Hurtigruten ASA.
Serveix 34 ports repartits al llarg de 2.700 km entre Bergen (al sud-oest de Noruega) i Kirkenes (més enllà del cap Nord). La flota compta amb onze vaixells moderns, que fan el viatge d'anada i tornada en onze dies.
Amb el desenvolupament de rutes terrestres i per avió, el transport de mercaderies ha disminuït; els creuers turístics han pres el seu lloc.
A més d'un simple mitjà de transport la Hurtigruten és actualment una atracció turística amb un gran èxit.
Es considera que els principals atractius turístics són la bellesa de la costa de Noruega, la possibilitat d'arribar a altes latituds i poder observar el sol de mitjanit a l'estiu i les aurores boreals a l'hivern.

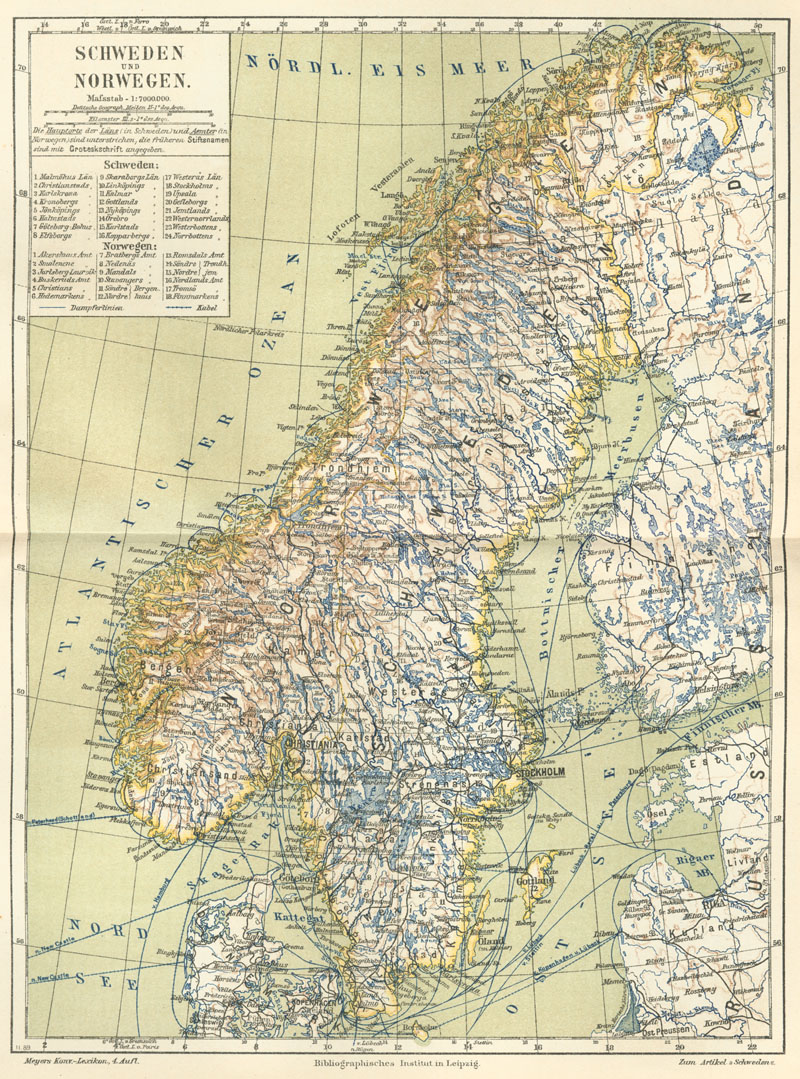
Lligams marítims a Noruega (1888)